# Damião Vaz d'Almeida
Damião Vaz d'Almeida (nacido el 28 de abril de 1951) es un político santotomense, ex Primer Ministro de Santo Tomé y Príncipe y vicepresidente del Movimiento para la Liberación de Santo Tomé y Príncipe / Partido Social Demócrata (MLSTP-PSD). Se convirtió en Primer Ministro el 18 de septiembre de 2004 después de ser elegido por su partido y confirmado por el presidente Fradique de Menezes como sucesor de Maria das Neves. D'Almeida había servido anteriormente como ministro de trabajo, empleo y solidaridad en los gobiernos liderados por Gabriel Costa y Maria das Neves. El gobierno de Damião Vaz d'Almeida consistió en ministros de los partidos MLSTP-PSD y Acción Democrática Independiente (ADI).
Presentó su renuncia al presidente Menezes el 2 de junio de 2005, diciendo que su relación de trabajo con el mandatario se había deteriorado hasta el punto de que ya no podían trabajar juntos. Seis días después de su renuncia, un nuevo gobierno liderado por Maria do Carmo Silveira fue juramentado.